# كلارنس إم. كوندون
كلارنس إم. كوندون (بالإنجليزية: Clarence M. Condon)‏ هو عسكري أمريكي، ولد في 12 أغسطس 1875 في Brooksville, Maine ‏ في الولايات المتحدة، وتوفي في 5 نوفمبر 1916 في Walter Reed Army Medical Center ‏ في الولايات المتحدة.